# عصب مسرع
العصب المسرع (بالإنجليزية: Accelerans nerve)‏ هو عصب يُسرع معدل سرعة القلب عبر إطلاق النورإبينفرين، مما يؤدي إلى زيادة تدفق الدم، وبالتالي يُهيئ الجسم لزيادةٍ مفاجئة في النشاط.